# Zweihüllenboot

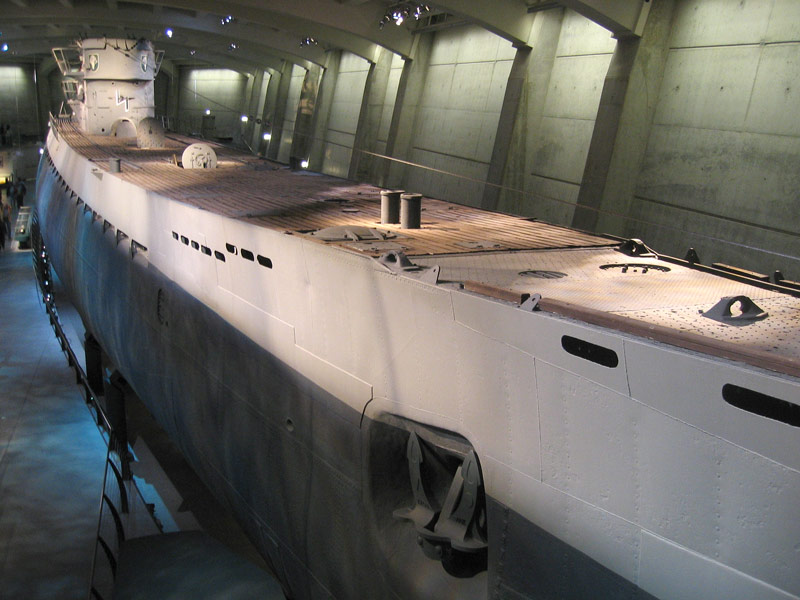
U 505 / Typ IX C – typisches Zweihüllenboot

Als Zweihüllenboot bezeichnet man U-Boote, die nach einer speziellen Schiffsbauweise konstruiert und produziert wurden. Zweihüllenboote waren vornehmlich im Ersten und im Zweiten Weltkrieg im Einsatz. Nach dem Ende des Zweiten Weltkrieges wurden sie schrittweise durch Einhüllenboote mit einer hydrodynamisch optimierten Rumpfform ersetzt. Eine Ausnahme bilden allerdings die meisten russischen Atom-U-Boote.
Bis etwa Mitte des 19. Jahrhunderts wurden die ersten Unterwasserfahrzeuge als Einhüllenboote gebaut, dies lag vor allem an den mangelnden technischen Möglichkeiten. Erst gegen Mitte/Ende des 19. Jahrhunderts gelang es den Entwicklern, die Propeller sowie die Tiefenruder der U-Boote derart an den Rumpf anzubringen, dass die Fahrzeuge autark fortbewegt und gesteuert werden konnten, ohne an der Oberfläche von einem Begleitfahrzeug gezogen zu werden.
Diese technischen Neuerungen brachte einige Vorteile für den U-Boot-Bau mit sich. So wurden nun die Konstruktionen der Hüllen vermehrt durch Metalleinsätze verstärkt, bis es schließlich Anfang des 20. Jahrhunderts gelang, die ersten U-Boote aus einem kompletten Stahlrumpf zu bauen, wie zum Beispiel die Boote der Forelle-Klasse zeigen. Die Vorteile dieser Boote wurden schnell deutlich, denn sie wurden insbesondere in einer verbesserten Seetauglichkeit bei Überwasserfahrt sichtbar und boten darüber hinaus auch eine wesentlich erhöhte Stabilität des Rumpfes und der Druckkörperhülle. Da die ersten U-Boote des 20. Jahrhunderts vornehmlich überwasser fuhren und nur zu Angriffszwecken oder zur Flucht auf Tauchfahrt gingen, musste an diese Boote auch ein anderer Anspruch in der Konstruktion und der Bauweise gestellt werden. Um die U-Boote somit "hochseetauglich" zu machen, wurden sie konstruktionstechnisch verändert, es entstanden die sogenannten "Zweihüllenboote".
Zweihüllenboote sind dadurch gekennzeichnet, dass um den zylindrischen geformten U-Boot-Druckkörper aus Metall, der 1. Hülle, die Tauchzellen als 2. Hülle herumgelegt wurden. Dies hatte insbesondere den Vorteil, dass man dadurch mehr Platz im eigentlichen Druckkörper für Mannschaft, Bedienelemente und Bewaffnung gewann, weil man die Tauchtanks auslagern konnte. Hinzu kam, dass nun eine für die Überwasserfahrt besser geeignete äußere Formgebung ermöglicht wurde. Da die sogenannte 2. Hülle im Tauchzustand innen wie außen unter gleichem Druck stand, brauchte diese auch nicht mehr besonders stark zu sein, wodurch sich das Gewicht des U-Bootes nicht mehr wesentlich erhöhte. Die durch Brennstoffverbrauch bedingten Gewichtsveränderungen kompensierte man durch ebenfalls außerhalb des Druckkörpers befindliche, halboffene Treiböl-Bunker, in die Seewasser nachströmen konnte.
Mit der bereits gegen Ende des Zweiten Weltkrieges zunehmenden technischen Entwicklung verschwand nach und nach der Überwasseraspekt der U-Boote und stellte somit wieder weniger Ansprüche an die Stabilität eines entsprechenden Rumpfes. So erhielt das Zweihüllenboot zunächst eine hydrodynamisch saubere, geglättete Form, amerikanische Entwicklungen rund um das Versuchs-U-Boot Albacore führten schließlich zur heute überwiegend gebauten Tropfenform.

## Russische U-Boote
Viele russische Atom-U-Boote wie die Akula-Klasse, Sierra-Klasse und die Oscar-Klasse sind Zweihüllenboote, wobei der Abstand zwischen der ersten Hülle und dem eigentlichen Druckkörper je nach Klasse mehrere Meter betragen kann. Der Grund für dieses Konstruktionsmerkmal ist der bessere Schutz gegenüber Explosionen (d. h. Torpedos, Wasserbomben), sodass die meisten Schiffe nicht mit einem Gefechtskopf unter 50 kg Gewicht versenkt werden können.